# Beilschmiedia pierreana
Beilschmiedia pierreana är en lagerväxtart som beskrevs av Robyns & Wilczek. Beilschmiedia pierreana ingår i släktet Beilschmiedia och familjen lagerväxter. Inga underarter finns listade i Catalogue of Life.